# Прудники (Смоленская область)
Прудники — деревня в Смоленском районе Смоленской области России. Входит в состав Касплянского сельского поселения. Население — 8 жителей (2010 год). 
Расположена в западной части области в 31 км к северо-западу от Смоленска, в 3 км юго-западнее автодороги Р133 Смоленск — Невель, на берегу реки Прудники. В 16 км южнее деревни расположена железнодорожная станция О.п. 416-й км на линии Смоленск — Витебск.

## История
В годы Великой Отечественной войны деревня была оккупирована гитлеровскими войсками в июле 1941 года, освобождена в сентябре 1943 года. 